# Gogland
Gogland (Гогланд, finsky Suursaari, švédsky a historicky Hogland) je ostrov ve Finském zálivu, který patří Rusku. Má rozlohu 21 km² a leží 180 km západně od Petrohradu. Žije zde okolo padesáti obyvatel.
Ostrov je tvořen žulovými skalami, nejvyšším vrcholem je Lounatkorkia (175 metrů nad mořem). Roste zde jehličnatý les.

## Historie
Ostrov byl obydlen již v době kamenné. Po severní válce připadl Rusku a v roce 1723 na něm byl postaven maják. V roce 1788 zde proběhla bitva u Goglandu. Od roku 1826 je Gogland součástí Struveho geodetického oblouku, nacházejí se zde dva jeho body (od roku 2005 zapsané na seznam UNESCO). V roce 1900 nechal Alexandr Stěpanovič Popov na ostrově vybudovat rádiovou stanici. V letech 1917 až 1940 byl ostrov součástí Finska. V roce 2019 zde ruská armáda zřídila heliport.